# Bulbophyllum calyptratum
Espèce
Synonymes
- Bulbophyllum calyptratum var. calyptratum[1]
- Bulbophyllum lindleyi (Rolfe) Schltr.[1]
- Megaclinium buchenauianum Kraenzl.[1]
- Megaclinium lepturum Kraenzl.[1]
- Megaclinium maximum Lindl.[1]

 Bulbophyllum calyptratum est une espèce de plantes à fleurs de la famille des Orchidaceae (les Orchidées) et du genre Bulbophyllum, présente dans de nombreux pays d'Afrique tropicale : Guinée, Sierra Leone, Liberia, Côte d'Ivoire, Ghana, Nigeria, Cameroun, région continentale de la Guinée équatoriale, île de Principe (Sao Tomé-et-Principe), Gabon, République du Congo, République démocratique du Congo.

## Liste des variétés
Selon Catalogue of Life (22 décembre 2018) :
- variété Bulbophyllum calyptratum var. calyptratum
- variété Bulbophyllum calyptratum var. graminifolium
- variété Bulbophyllum calyptratum var. lucifugum

Selon The Plant List (22 décembre 2018) :
- variété Bulbophyllum calyptratum var. graminifolium (Summerh.) J.J.Verm.
- variété Bulbophyllum calyptratum var. lucifugum (Summerh.) J.J.Verm.

Selon Tropicos (22 décembre 2018) (Attention liste brute contenant possiblement des synonymes) :
- variété Bulbophyllum calyptratum var. calyptratum
- variété Bulbophyllum calyptratum var. graminifolium (Summerh.) J.J. Verm.
- variété Bulbophyllum calyptratum var. lucifugum (Summerh.) J.J. Verm.